# Hestur
Hestur [ˈhɛstʊɹ], auch Hestoy [ˈhɛstɔi] (wörtlich: Pferd[e-Insel], dänischer Name: Hestø) ist eine der 18 Inseln der Färöer und gehört zur Region der Hauptinsel Streymoy und der Kommune Tórshavn. Gleichzeitig hat sie den Status einer „Außeninsel“ (siehe Útoyggjar).
- Bevölkerungsdichte: 4,4 Ew./km²

- Anzahl Gipfel: 3 (bei einfacher Zählung des Doppelgipfels)
  - Múlin 421 m
  - Eggjarrók 421 m
  - Nakkur 296 m
  - Álvastakkur 125 m
- Kommune: Tórshavnar kommuna

Hestur und Koltur können vom historisch bedeutenden Ort Kirkjubøur auf Streymoy besonders gut betrachtet werden.

## Geschichte und Geografie
Die Besiedlung Hesturs, das rund 5 km lang und etwa 1 km breit ist, geht wahrscheinlich auf die Wikingerzeit auf den Färöern, spätestens auf das Mittelalter zurück. Es wurden an der Südspitze Hælur entsprechende Funde gemacht.
Klimatisch liegt Hælur durch den Südhang zwar günstig für den Getreideanbau aber schlecht für die Fischerei, so dass die Insulaner an die Ostküste zum heutigen Ort Hestur gezogen sind.

## Infrastruktur
Im übersichtlichen Hochland von Hestur befinden sich in dem Fagradalsvatn genannten Gebiet mehrere kleine Bergseen. Hier darf man zelten. Zum Baden ist es dort für viele Menschen vielleicht zu kalt, und trotz der wenigen Einwohner hat Hestur ein eigenes Schwimmbad. Es wurde 1974 fertiggestellt.
Einkaufsmöglichkeiten gibt es auf Hestur nicht mehr. Die Insel hat jedoch noch eine eigene Schule.
Die Dorfkirche stammt von 1910 und wurde 2006/2007 renoviert. Anstatt eines Kirchturms hat sie einen außergewöhnlichen sechseckigen Dachreiter.

## Verkehr und Wirtschaft
Früher wurde Hestur durch eine Linienfähre von Tórshavn bedient. Seit 1992 gibt es den Hafen Gamlarætt an der Südspitze Streymoys, der die ohnehin kurze Passage erheblich verkürzt. Mit Stand 2024 verkehrt die Personen- und Autofähre Ternan auf dieser Strecke. Die dort heraus gesprengten Felsen wurden – nach dreizehnjähriger Planung und Vorbereitung – zum Bau einer neuen Kaianlage des kleinen Fischereihafens von Hestur verwendet, von dem die Insel (neben der Landwirtschaft) lebt.
Vom Dorf führt ein befestigter Weg an der Ostküste der Insel entlang nach Süden. Über ihn erreicht man problemlos zu Fuß die Südspitze Hesturs und das Gebiet Hælur, von wo aus sich ein schöner Blick auf die Nachbarinsel Sandoy mit dem Hafenort Skopun bietet.
Bei der Planung des Sandoyartunnilin wurde anfangs eine Variante erwogen, die Hestur unterquert hätte. Die Bewohner Hesturs forderten in diesem Zusammenhang mehrfach, vom Tunnel müsse eine Ausfahrt nach Hestur gebaut werden, so dass durch ihn auch die Verbindung von Streymoy nach Hestur verbessert werden kann. Letztendlich wurde diese Variante zugunsten einer direkteren Streckenführung zwischen Streymoy und der Insel Sandoy nicht verfolgt.

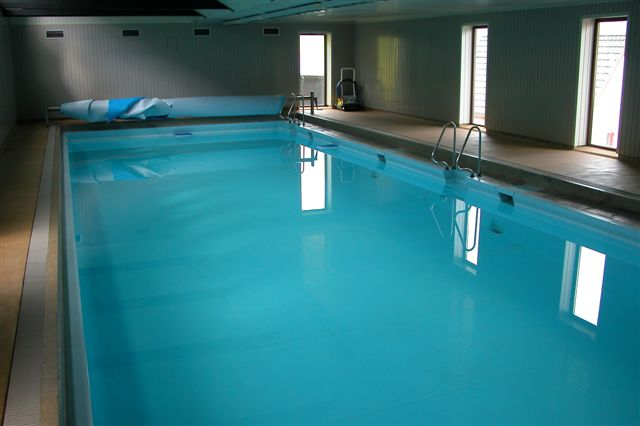
Schwimmhalle Hestur
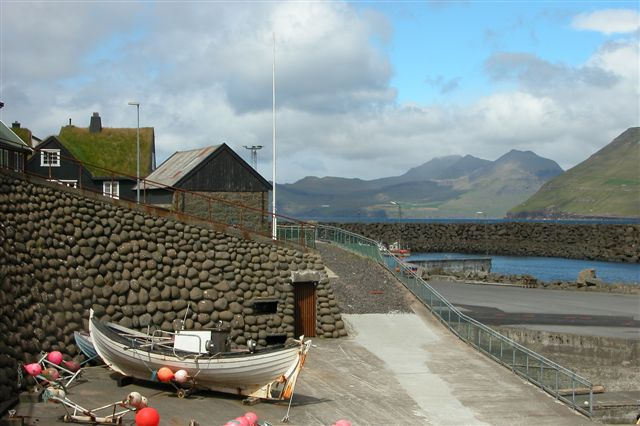
Hestur
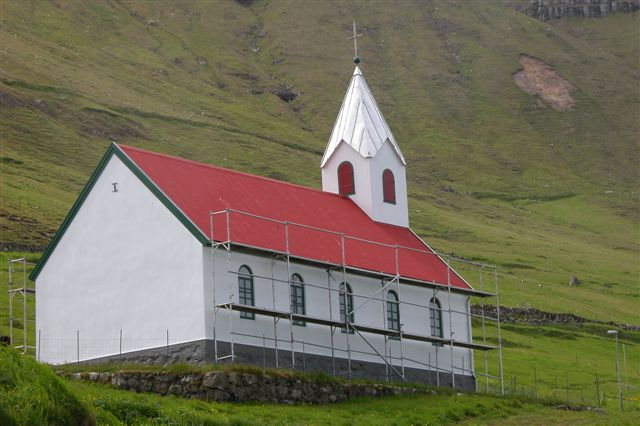
Hestur Kirche
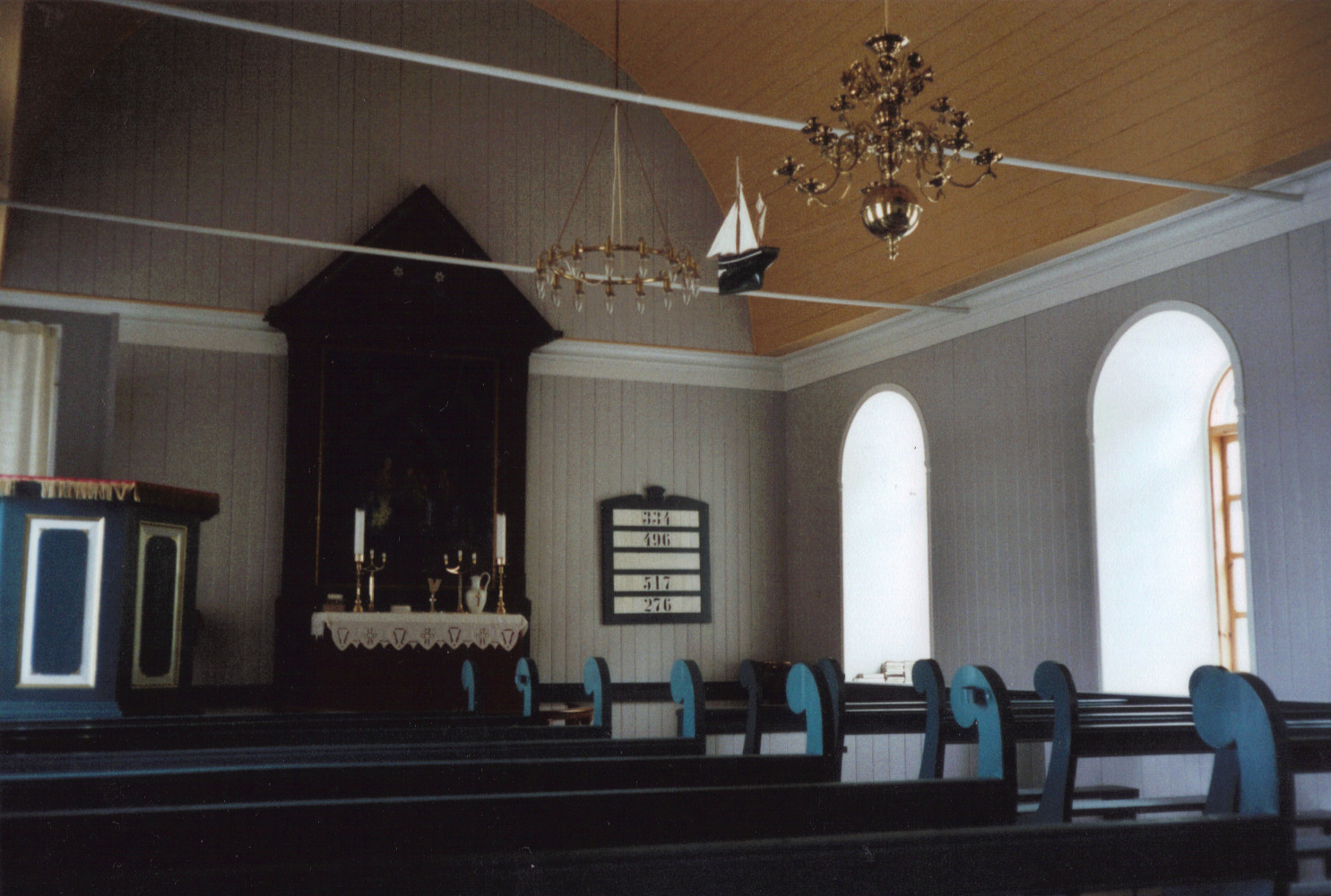
Kircheninneres
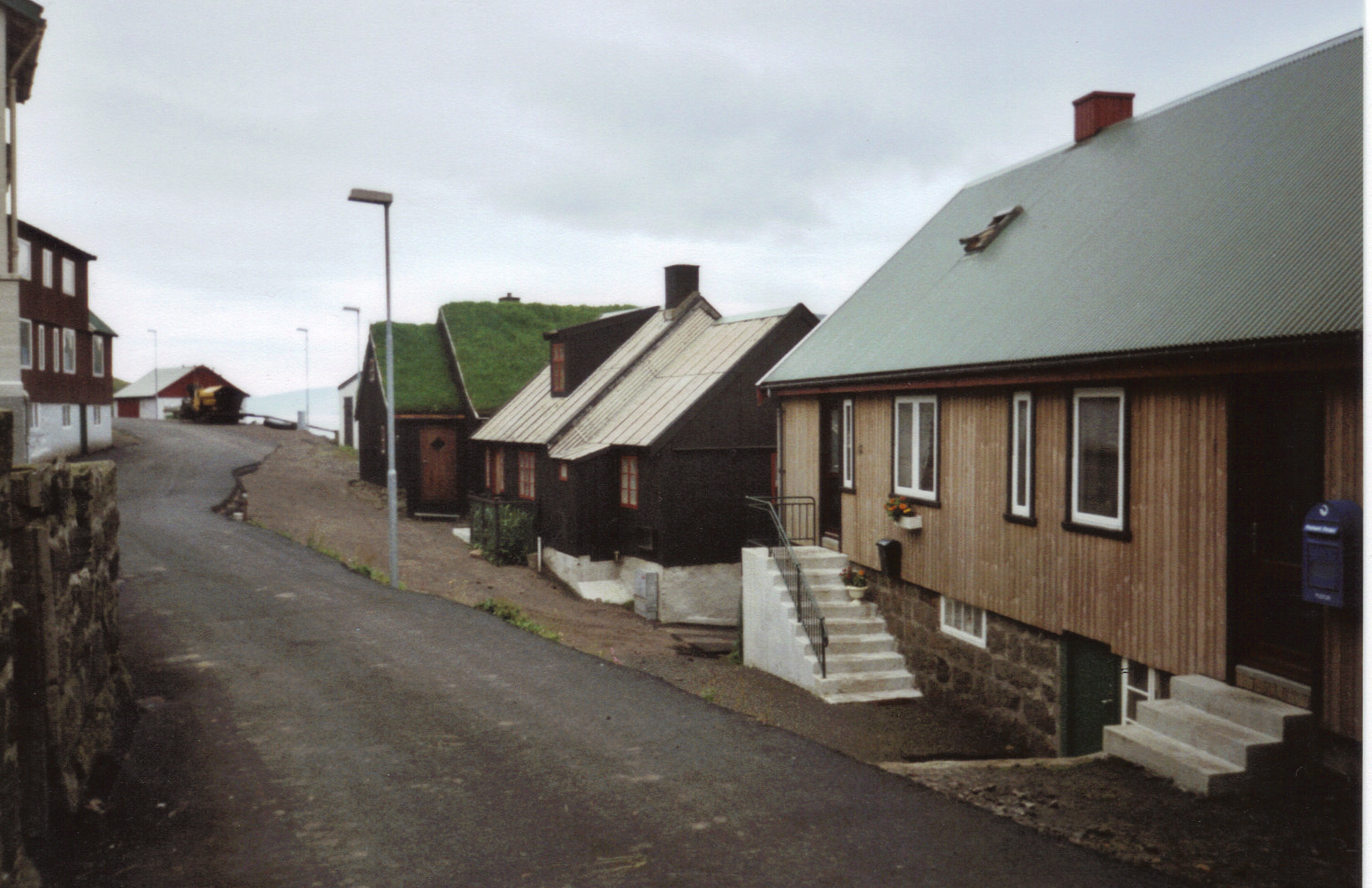
Ortsmitte, Hauptstraße
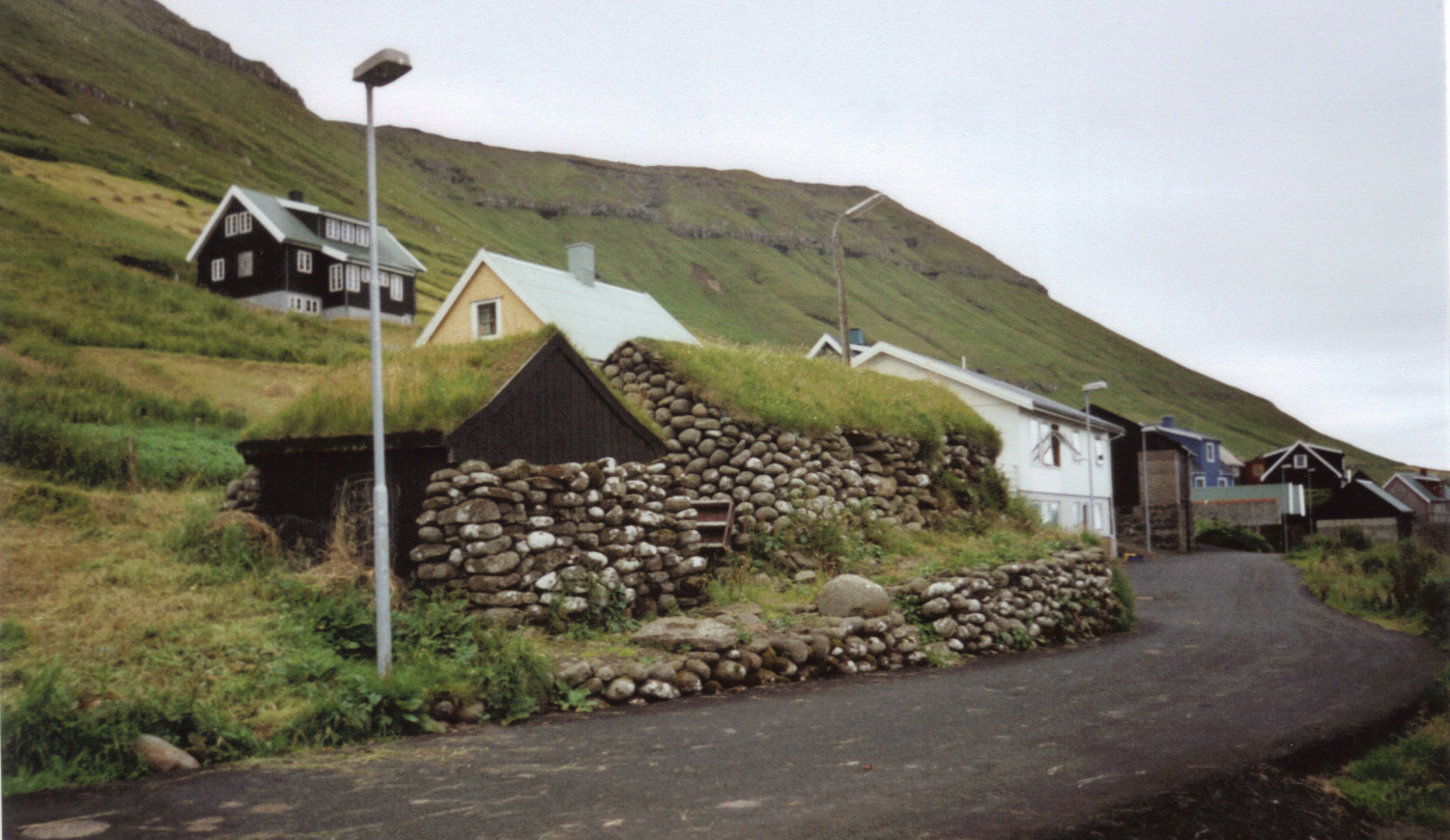
Hauptstraße, südlicher Teil
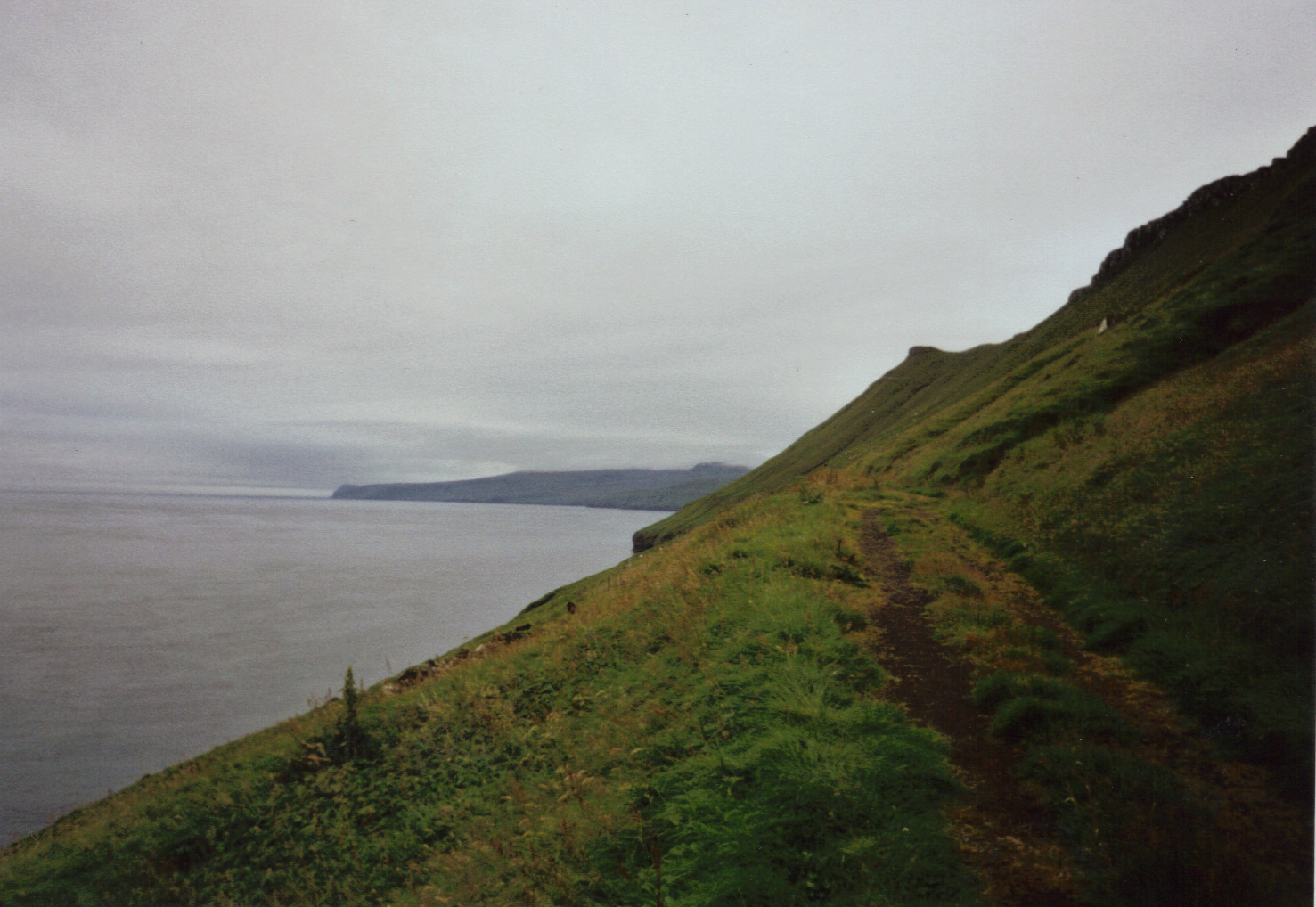
Ostküste mit Blick nach Sandoy
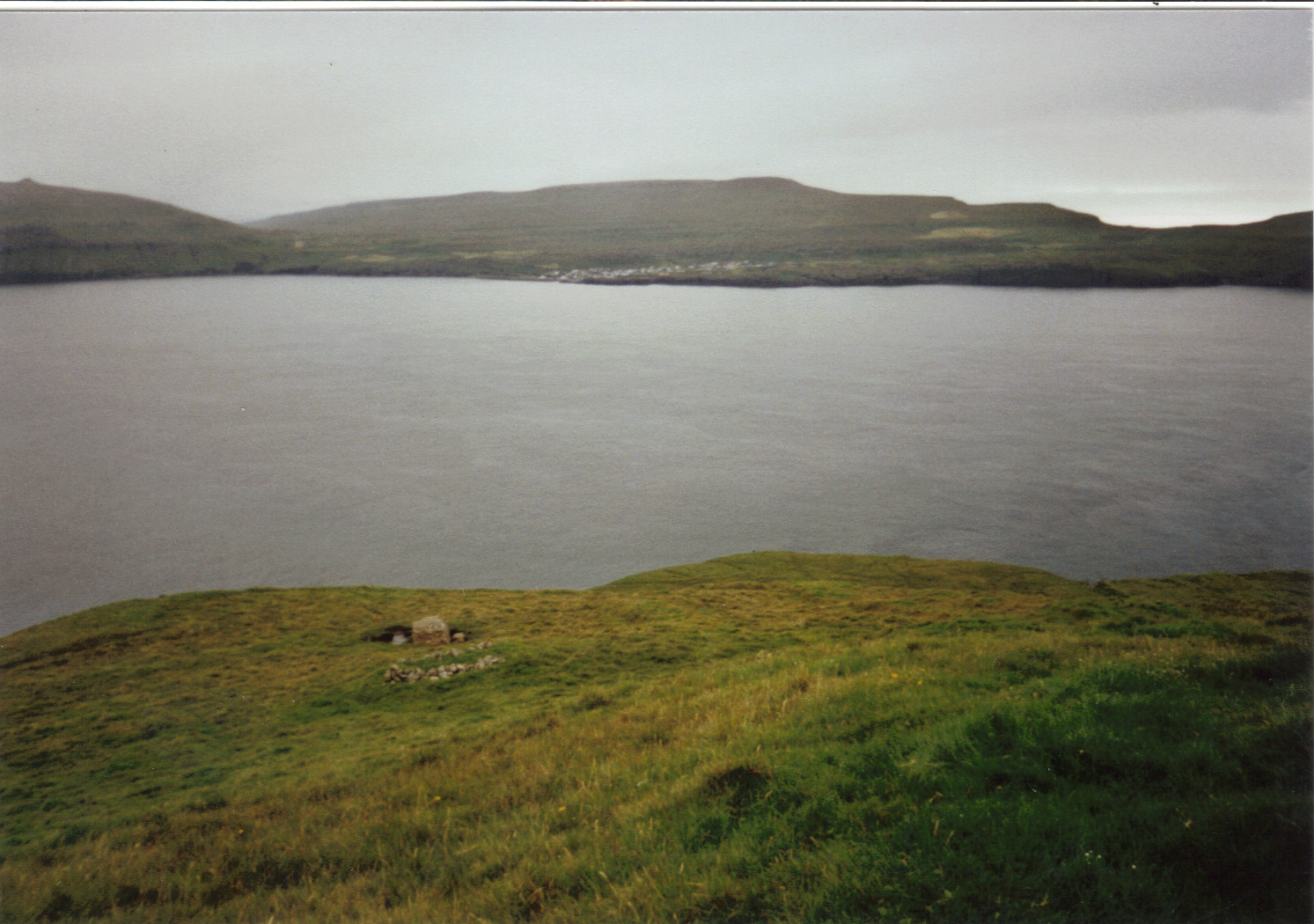
Südspitze Hesturs mit Blick nach Skopun auf Sandoy
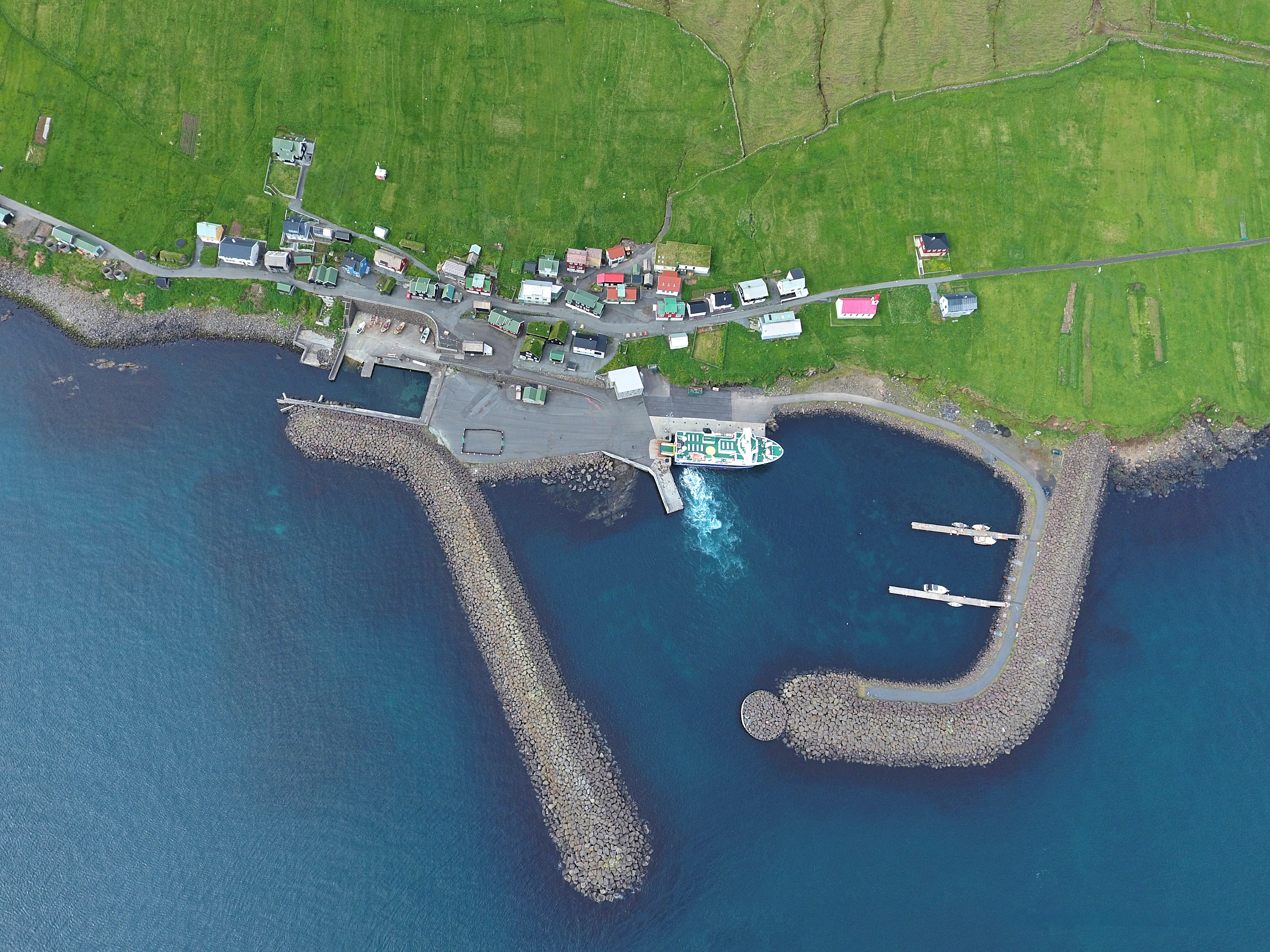
Hafen Hestur